# サイレントトリートメント
サイレントトリートメント（英語：silent treatment）は、野球において、ホームランを打った打者がベンチに戻ってきた際、他の選手たちがすぐに祝福することなく無視し、ある程度の時間が経過したところでその打者を祝福する一連の流れのことである。メジャーリーグで生まれ、選手がその球団に入団・移籍して初めて本塁打を打った際に実行することが多い。。英語圏の「silent treatment」の一般的な意味は、日本語の「黙殺」や「仲間はずれ」と近い。